# Rob Vegas

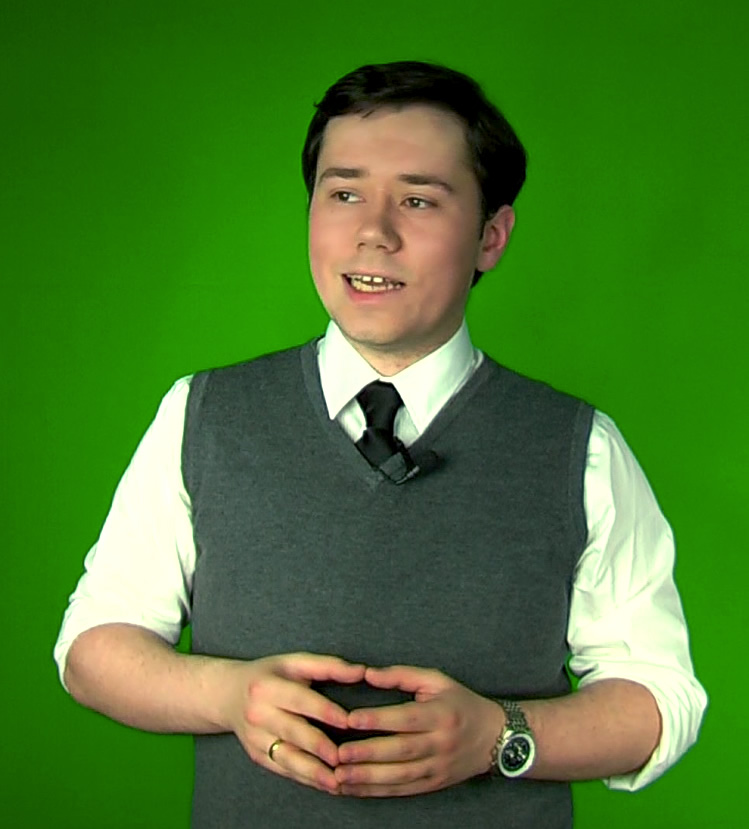
Robert Michel (2009)

Robert Michel (* 6. Mai 1984 in Bielefeld) ist ein deutscher Internet-Showmaster mit Künstlernamen Rob Vegas, der mit seinen Web-TV-Sendungen Mindtime Show und einem gefälschten Harald-Schmidt-Twitter-Account mediales Interesse erweckte.

## Leben
Robert Michel wuchs im lippischen Oerlinghausen auf und bestand dort im Jahr 2003 sein Abitur am Niklas-Luhmann-Gymnasium. Seit 2005 studiert er an der Universität Bielefeld Politikwissenschaften. Seinen Spitznamen erhielt er von Bekannten nach einem Urlaub in Las Vegas, wo er nach eigener Angabe bei Casinobesuchen 5000 Euro verlor.
2006 wurde das Videoportal Sevenload auf Michel aufmerksam und nahm ihn unter Vertrag. Vom Sommer desselben Jahres bis März 2009 wurden dort 145 Folgen der Mindtime Show ausgestrahlt. In der Sendung kommentierte Michel meist auf satirische Art das politische Geschehen der Woche, führte Interviews mit Prominenten, wie etwa Tom Gaebel, oder initiierte Wetten mit seinen Zuschauern. Die Sendung wurde von Michel komplett allein erstellt: Er war für die Entwicklung des Inhalts, das Dreh-Equipment und die Postproduktion verantwortlich. Durch die intensive Vermarktung durch Sevenload erreichte die Show schnell über 100.000 Aufrufe pro Ausgabe. Diverse Medien berichteten, darunter die Bild und die FAZ. Auch bei Harald Schmidt wurde das Format gezeigt. Mitte Februar 2009 gab Michel in seinem Blog bekannt, dass er die Sendung nicht mehr weiterführen und der Vertrag mit Sevenload auslaufen wird.
Im Januar 2009 legte Michel den Twitter-Account BonitoTV an und gab vor, Harald Schmidt zu sein. Bis Michel seine wahre Identität am 22. April 2009 preisgab, verfolgten über 6500 Benutzer seine mehr als 165 Beiträge. Medien wie das ARD Morgenmagazin und die Bunte berichteten über den falschen Harald Schmidt. Zeitgleich startete Michel seine neue Rob Vegas Show, die unregelmäßig auf YouTube veröffentlicht wird; zudem wurde seine Website relauncht.
Im Juni 2009 veröffentlichte Michel (Zensi Zensa) Zensursula, einen Protestsong gegen die Sperrung von Webseiten in Deutschland, den er zusammen mit Oliver Kels geschrieben hat. Das dazugehörige Video auf YouTube wurde über eine halbe Million Mal abgerufen.
Seit 2009 ist Michel zudem Kolumnist für das Online-Fernsehmagazin Quotenmeter.de. Seit 2013 produziert er Beiträge für Netzprediger, ein Internet-Magazin, das für die Online-Magazin-Plattform Massengeschmack TV produziert wird.
Im November 2015 veröffentlichte Rob Vegas das als Autobiografie Schmidts bezeichnete Werk Ich, Harald Schmidt im Goldmann Verlag.